# Wolf Rieck
Wolf Rieck (* 1943 in Heiligenstadt, Thüringen) ist ein deutscher Wirtschaftswissenschaftler. Er war von 2003 bis 2008 Präsident der Fachhochschule Frankfurt am Main.

## Leben
Wolf Rieck studierte Wirtschaftswissenschaften mit Schwerpunkt Wirtschaftspädagogik in Göttingen und Frankfurt. Von 1975 bis 1980 war er wissenschaftlicher Mitarbeiter an der Universität Frankfurt und wurde 1981 promoviert. Nach kurzer Tätigkeit beim Hessischen Justizministerium in Wiesbaden war er von 1982 bis 1991 an einer Agentur für Organisations- und Personalentwicklung sowie Öffentlichkeitsarbeit beteiligt. Parallel lehrte er an der Evangelischen Hochschule Darmstadt. 1995 wurde er Manager in den Bereichen Öffentlichkeitsarbeit, Organisations- und Personalentwicklung sowie im Personalmanagement beim Flughafenbetreiber Fraport der Frankfurter Flughafen AG.
1994 wurde er auf eine Professur für Allgemeine Betriebswirtschaftslehre, insbesondere Personalwesen an die Fachhochschule Schmalkalden berufen. Rieck war Mitglied im Konzil und Senat sowie im Fachbereichsrat des Fachbereichs Wirtschaft. Er war Dekan des Fachbereichs Wirtschaft sowie seit 1998 Prorektor für Studium und Internationale Beziehungen an der Fachhochschule Schmalkalden.
Wolf Rieck war von 2003 bis 2008 Präsident der Fachhochschule Frankfurt am Main. Von 2005 bis 2007 hatte Rieck den Vorsitzen der Konferenz Hessischer Fachhochschulpräsidien (KHF) inne.
Von 2008 bis 2012 übernahm er die Aufgabe die Vietnamesisch-Deutsche Universität in Ho-Chi-Minh-Stadt (vormals Saigon) als Gründungspräsident aufzubauen.

## Schriften
- Planspiele im Hochschulunterricht, Göttingen 1975
- Die Frankfurter Orientierungsphase zum Studienbeginn in den Wirtschaftswissenschaften : Konzepte, Verlauf, Ergebnisse, Frankfurt am Main 1981